# مانوئل سوئیرو
مانوئل سوئیرو (انگلیسی: Manuel Soeiro; ۱۷ مارس ۱۹۰۹ – فوریه ۱۹۷۷ (۶۷ ساله)) بازیکن فوتبال اهل پرتغال بود.
از باشگاه‌هایی که در آن بازی کرده‌است می‌توان به باشگاه فوتبال اسپورتینگ پرتغال اشاره کرد.
وی همچنین در تیم ملی فوتبال پرتغال بازی کرده‌است.